# ليسيه الدولي دي سان جيرمان أونلي

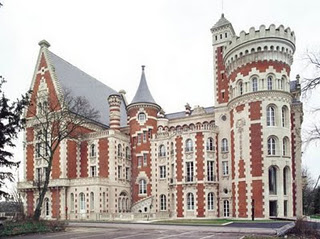
ليسيه الحرية بالأسكندرية

يسيه الدولي دي سان جيرمان أونلي (بالفرنسية Lycée International de Saint-Germain-en-Laye) من المدارس العريقة فرنسا، أنشأتها عام 1952، وكان الاسم الرسمي لها École internationale de l'OTAN
وهي تقع في بلدة سان جيرمان أونلي، على بعد 20 كم من باريس. ومطلوب من جميع طلاب هذه المدرسة للتحدث اثنين على الأقل من لغات بطلاقة.